# Dorfkirche Unterpörlitz

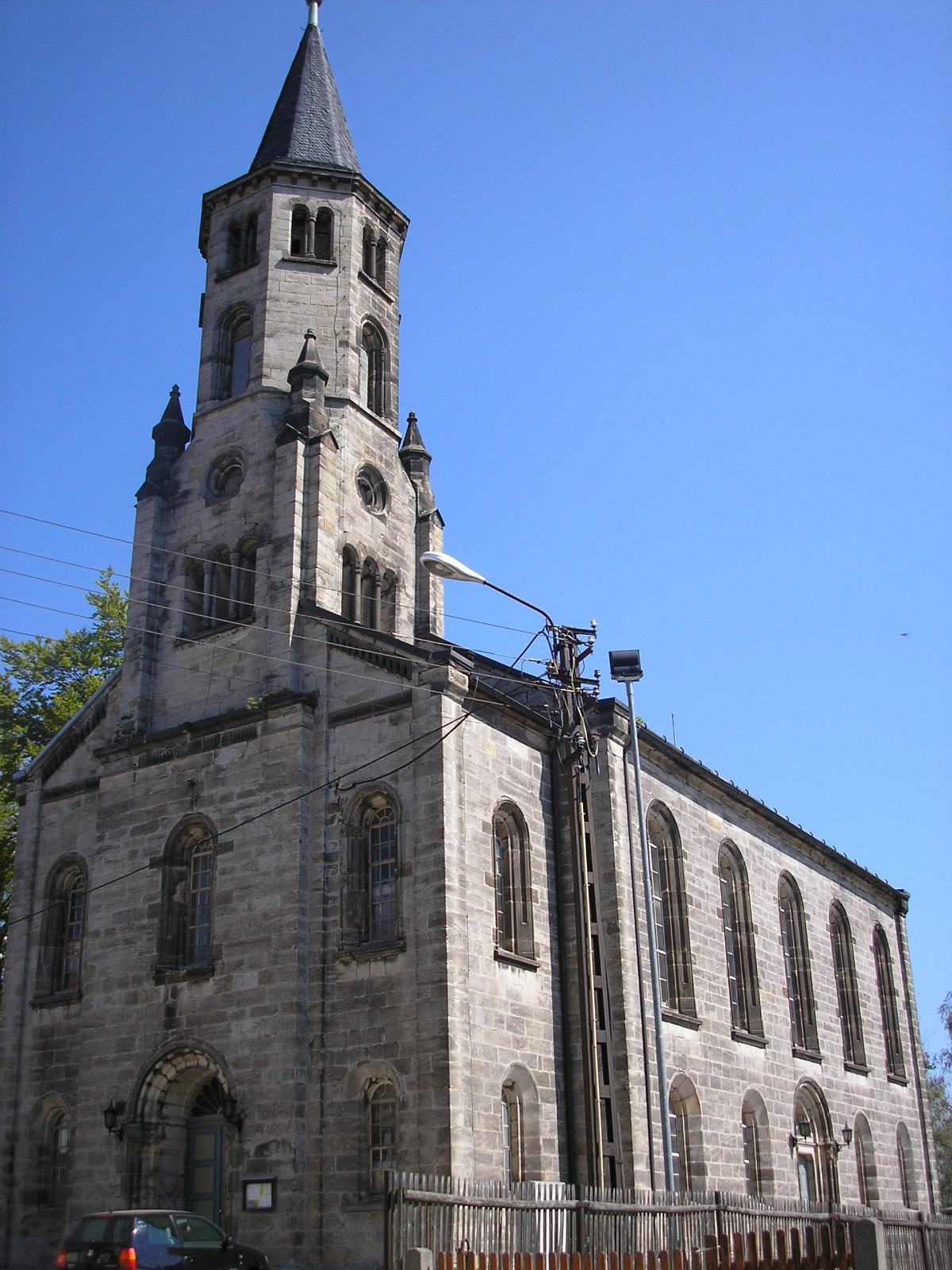
Die Kirche

Die evangelische Dorfkirche Unterpörlitz steht an der tiefsten Stelle des Stadtteils Unterpörlitz der Stadt Ilmenau in Ilm-Kreis in Thüringen.

## Geschichte
1200 errichteten Mönche aus Paulinzella hier die Antoniuskapelle. 1683 erhielt sie eine Orgel und eine Glocke mit Glockenhaus und noch einen Kirchturm.
Aus der Dorfkirche wurde bald eine Stadtkirche. Das baufällige und für die im Zuge der Industrialisierung wachsende Einwohnerzahl zu klein gewordene Gotteshaus wurde abgerissen und 1864–1866 durch einen Neubau in neoromanischen Stil mit imposantem Westturm ersetzt. Hilfe erhielt die Kirchgemeinde vom Großherzog Karl-Alexander von Sachsen. Die 30 Jahre zuvor im Vorgängerbau eingebaute Orgel kam in die neue Kirche.
Die Kirche ist umgeben von einem großen und weiten Friedhof.